# Zygmunt Kolankowski
Zygmunt Kolankowski (ur. 11 listopada 1913 w Krakowie, zm. 31 grudnia 1998 w Warszawie) – historyk prawa i archiwista, profesor, organizator Archiwum Polskiej Akademii Nauk w Warszawie i jego wieloletni dyrektor.

## Życiorys
Był synem Ludwika Kolankowskiego i Marią (z domu Tyszyńskiej). Studiował w latach 1931-1936 na Wydziale Prawa Uniwersytetu Warszawskiego. Następnie pracował Ministerstwie Wyznań Religijnych i Oświecenia Publicznego. Doktorat złożył w czerwcu 1939 pod kierunkiem Józefa Rafacza (Proces o zbiegłych poddanych w sądownictwie Rusi Czerwonej w średniowieczu, obrona w 1945). 2 listopada 1939 aresztowany przez gestapo. Po uwięzieniu w Zakopanem i Krakowie został przewieziony do obozu koncentracyjnego w Auschwitz, następnie w Buchenwaldzie. W latach 1946–1948 mieszkał w Paryżu, gdzie pracował w polskiej ambasadzie jako attaché kulturalny. Był też delegatem Polski w UNESCO. W 1948 powrócił do Polski i rozpoczął pracę w Ministerstwie Oświaty. W 1949 przeszedł do pracy w Naczelnej Dyrekcji Archiwów Państwowych. Był dyrektorem Archiwum Akt Nowych w Warszawie (1952-1955). W 1954 organizator Archiwum Polskiej Akademii Nauk w Warszawie, następnie jego wieloletni dyrektor (1955-1984). Był również współzałożycielem Stowarzyszenia Archiwistów Polskich, a w latach 1967-1983 przewodniczącym Zarządu Głównego SAP. Redaktor naczelny pism: "Archiwista", "Biuletyn Archiwum Polskiej Akademii Nauk", "Materiały i Dokumenty do Dziejów Nauki Polskiej w Czasie II Wojny Światowej". 29 maja 1959 uzyskał stopień docenta, a 9 stycznia 1971 na mocy uchwały Rady Państwa stopień profesora nadzwyczajnego, 13 listopada 1980 został profesorem zwyczajnym. Był pracownikiem naukowym Zakładu Archiwistyki Uniwersytetu Mikołaja Kopernika w Toruniu. Od 1983 na emeryturze. Pochowany został na Cmentarzu Komunalnym Północnym na Wólce Węglowej w Warszawie.

## Współpraca ze Służbą Bezpieczeństwa PRL
Przez wiele lat był tajnym współpracownikiem UB/SB o pseudonimie „Zyg”.

## Odznaczenia
- Krzyż Kawalerski Orderu Odrodzenia Polski (1973)
- Złoty Krzyż Zasługi (1955)
- Medal 30-lecia Polski Ludowej (1974)
- Brązowy (1968), Srebrny (1970), Złoty (1975) Medal „Za zasługi dla obronności kraju”
- Złota Odznaka ZNP (1977)

## Wybrane publikacje
- ''Die Sammlung und Ordnung von Nachlässen im Archiv der Polnischen Akademie der Wissenschaften, Berlin: Die Staatliche Archivverwaltung im DDR 1947.
- Zbiór przepisów archiwalnych, z. 1, oprac. Zygmunt Kolankowski, Konstanty Murza-Murzicz, Warszawa: Naczelna Dyrekcja Archiwów Państwowych 1953.
- Zapomniany prawnik XVI wieku Jan Łączyński i jego Kompendium sądów Króla Jegomości: studium z dziejów polskiej literatury prawniczej, Toruń - Łódź: Państwowe Wydawnictwo Naukowe 1960.
- Archiwum Polskiej Akademii Nauk (1954-1959), Warszawa: Państwowe Wydawnictwo Naukowe 1960.
- Joachim Lelewel, Dzieła, t. 6: Historia polska do końca panowania Stefana Batorego, red. nacz. M. H. Serejski, oprac. Zygmunt Kolankowski, Warszawa: PWN 1962.
- Przewodnik po zespołach i zbiorach archiwum PAN, oprac. zbiorowe pod kier. Zygmunta Kolankowskiego, Wrocław: Zakł. Nar. im. Ossolińskich 1965.
- Źródła do dziejów powstań śląskich, t. 2: Styczeń - grudzień 1920, oprac. Tadeusz Jędruszczak i Zygmunt Kolankowski, red. Kazimierz Popiołek, Wrocław: Zakład Narodowy im. Ossolińskich 1970.
- Tytus Chałubiński, Listy 1840-1889, oprac. Aniela Szwejcerowa, red. nauk. Zygmunt Kolankowski, Wrocław: Zakład Narodowy im. Ossolińskich 1970.
- Materiały do słownika terminologii archiwalnej krajów socjalistycznych: terminologia archiwalna: rosyjska, bułgarska, niemiecka, polska, słowacka, czeska, Warszawa: Archiwum PAN 1973.
- Przewodnik po zespołach i zbiorach Archiwum PAN: stan na dzień 1 stycznia 1977 r., opracowanie zespołowe pod kier. Zygmunta Kolankowskiego, Wrocław: Zakł. Nar. im. Ossolińskich 1978.
- Materiały i dokumenty do dziejów nauki polskiej w czasie II wojny światowej, pod red. Zygmunta Kolankowskiego i Leona Łosia, Wrocław: Zakład Narodowy im. Ossolińskich 1980.
- Paryż i polscy bibliofile (fragment wspomnień z lat 1946-1948), Warszawa: Biblioteka Narodowa 1988.
- Ludwik Kolankowski, Polska Jagiellonów: dzieje polityczne, do dr. przygotował Zygmunt Kolankowski, wyd. 3 popr. i uzup, Olsztyn: Oficyna Warmińska 1991.